# أفانسا برازيل
أفانسا برازيل (بالبرتغالية: Avança Brasil، وتعني: تقدم البرازيل) كان برنامج البنية التحتية الفيدرالية تحت إدارة فيرناندو أنريك كاردوسو. كان للبرنامج ميزانية تقدر بـ 43 مليار دولار وكان من المخطط تنفيذه من عام 2000 إلى عام 2020. تم استبدال البرنامج بـ (برنامج تسريع النمو) تحت إدارتي لويس إيناسيو لولا دا سيلفا وديلما روسيف.